# Czasownik mocny w językach germańskich
W językach germańskich czasowniki mocne charakteryzują się tym, że w swej odmianie (zwłaszcza w czasie przeszłym) zmieniają samogłoskę rdzenia (w odróżnieniu od słabych, które tworzą czas przeszły przez dodanie końcówki, jak angielskie -ed). Zjawisko to nosi nazwę ablautu, a przykładem jego mogą współczesne angielskie czasowniki nieregularne, np. sing - sang - sung.